# پازیتونی
پا-زیتونی (نام علمی: Hylia prasina) نام یک گونه از راسته گنجشک‌سانان است.